# Щенки из приюта 17
Щенки из приюта 17 (англ. Pound Puppies) — мультсериал производства США и Канады, созданный в 2010—2013 годах на основе игрушечного бренда Pound Puppies Полом Германом и Джо Ансолабехером.

## Сюжет
Сериал рассказывает о собачьем Приюте 17 и его обитателях. В этом приюте пять взрослых собак служат в специальном агентстве, которое находит бездомным щенкам хозяев. Собачье агентство работает в тайне от хозяина приюта, американца немецкого происхождения Леонарда МакЛеткиса, который ненавидит собак. В каждой серии в приюте появляется новый щенок, и пятёрка собак ищут для него дом, а когда дом находится, собаки одевают на щенка ошейник с медальоном в форме собачьей будки и говорят: «Каждому щенку — свой хозяин». Животные в мультсериале умеют разговаривать, но скрывают это от людей.

## Персонажи

### Собаки
- Счастливчик — помесь бордер-колли и джек-рассел-терьера. Лидер специального агентства. В раннем детстве потерял своего отца и никогда не играл с ним. В конце сериала находит хозяйку – семилетнюю девочку Дот, которая знает о том, что собаки разговаривают. По характеру он спокойный и расслабленный пёс.
- Булочка — собака породы боксёр. На вид она очень грубая, но сама она не такая уж и злая собака. Она ответственная и умная. С 4-й серии носит на голове розовый бант. Имеет хозяев в лице афроамериканской семьи.
- Шкет — чихуахуа. Отвечает в группе за бизнес. Является по-настоящему уличным псом, который раньше питался пиццей из помойки и даже ел коробки.
- Ломтик — комондор. Очень добрый пёс. Часто не понимает цели других собак из агентства.
- Шпикачка — такса с немецким акцентом. Гениальная изобретательница. Использует белок для построения своих изобретений. Воспринимает всё всерьёз.
- Генерал Долли — пудель. Является генералом агентства в США. Влюблена в Счастливчика.
- Ральф — спаниель. Домашний пёс МакЛеткиса. Очень ленивый и любит грызть тапки.
- Попрыгунья — младшая сестра Ломтика.

### Люди
- Леонард МакЛеткис — владелец приюта. Ненавидит собак.
- Олаф — глуповатый толстый помощник МакЛеткиса. Влюблён в библиотекаршу Гертруду.
- Агата МакЛеткис — мама Леонарда МакЛеткиса. Часто приезжает к нему, чтобы поругать его за то, что он плохо справляется с работой.
- Мэр — дядя Леонарда МакЛеткиса. Подобно его маме, часто приезжает в приют и ругает его за плохую работу.

## Награды
2012 — Мультсериал получил Humanitas Prize (Children’s Animation Category).